# Суханін Володимир Володимирович
Володи́мир Володи́мирович Суха́нін — солдат Збройних сил України.

## Бойовий шлях
22 січня 2015-го під час виконання бойового завдання біля аеропорту «Донецьк» у складі своїх екіпажів сержант Костянтин Балтага, командир танка старшина Анатолій Скрицький, солдат Володимир Суханін, навідник солдат Дмитро Тринога вели вогонь на ураження противника, пробиваючи кільце оточення для виходу українських підрозділів. Під час ведення бою з ладу вийшла гармата танка. Гармату силами екіпажу відновили, не припиняючи бою. Старшина Скрицький, сержант Балтага та солдат Тринога були поранені, але не покинули бойових позицій.

## Нагороди
За особисту мужність і героїзм, виявлені у захисті державного суверенітету та територіальної цілісності України, вірність військовій присязі під час російсько-української війни
- нагороджений орденом «За мужність» III ступеня (27.1.2015).